# Charles James Faulkner
Pour les articles homonymes, voir Faulkner.
Charles James Faulkner, né le 6 juillet 1806 et mort le 1er novembre 1884, est un homme politique et avocat américain de Virginie et de Virginie-Occidentale. Père de Charles James Faulkner, il occupe le poste d'ambassadeur des États-Unis en France de 1860 à 1861.